# Phare de la jetée nord du port d'Érié

Le phare de la jetée nord du port d'Érié (en anglais : Erie Harbor North Pier Light), ou phare de la jetée nord de Presque Isle est un phare du lac Érié situé sur la jetée nord du port d'Érié, dans le comté d'Érié, Pennsylvanie.

## Historique
Le phare, mis en service en 1857, se trouve dans le Parc d'État de Presque Isle et marque l'étroite crique entre le lac Érié et la baie de Presque Isle.
Construit à l'origine comme une tour en bois en 1830, cette lumière a été emportée par une goélette en 1857. La structure actuelle a été forgée en France et assemblée sur place à Érié. Le phare a été déplacé en 1882 et de nouveau en 1940. La Garde côtière des États-Unis, qui exploite la balise, a changé son faisceau rouge fixe en un feu clignotant rouge automatisé en 1995, date à laquelle la lentille de Fresnel de quatrième ordre a été envoyée au Musée maritime d'Érié.

## Description
Le phare  est une tour quadrangulaire en fonte de 10 m de haut, avec une galerie et une lanterne. Le phare est peint en blanc avec une bande noire centrale et la lanterne est noire.
Il émet, à une hauteur focale de 13 m, un bref éclat rouge de 0.2 seconde par période de 2.5 secondes. Sa portée est de 6 milles nautiques (environ 11 km).

## Caractéristiques dufeu maritime
Fréquence : 6 secondes (R)
- Lumière : 0.2 seconde
- Obscurité : 2.3 secondes

Identifiant : ARLHS : USA-274 ; USCG :  7-3495.

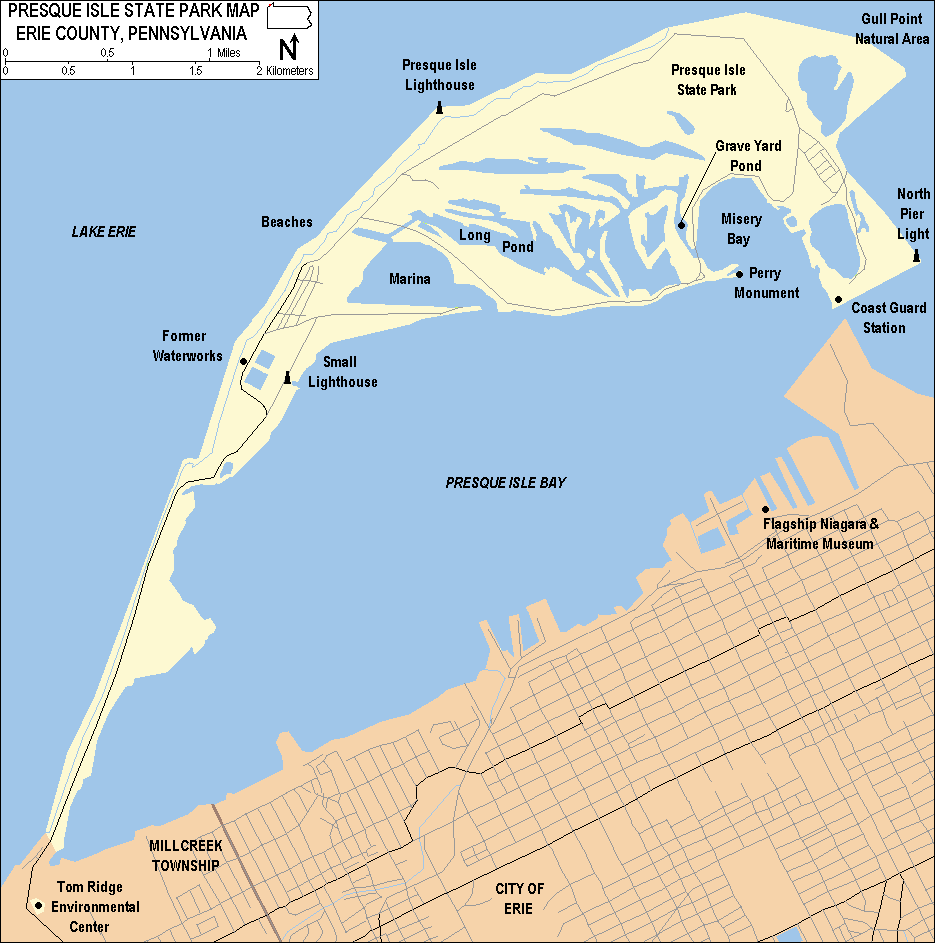
Baie de Presque Isle
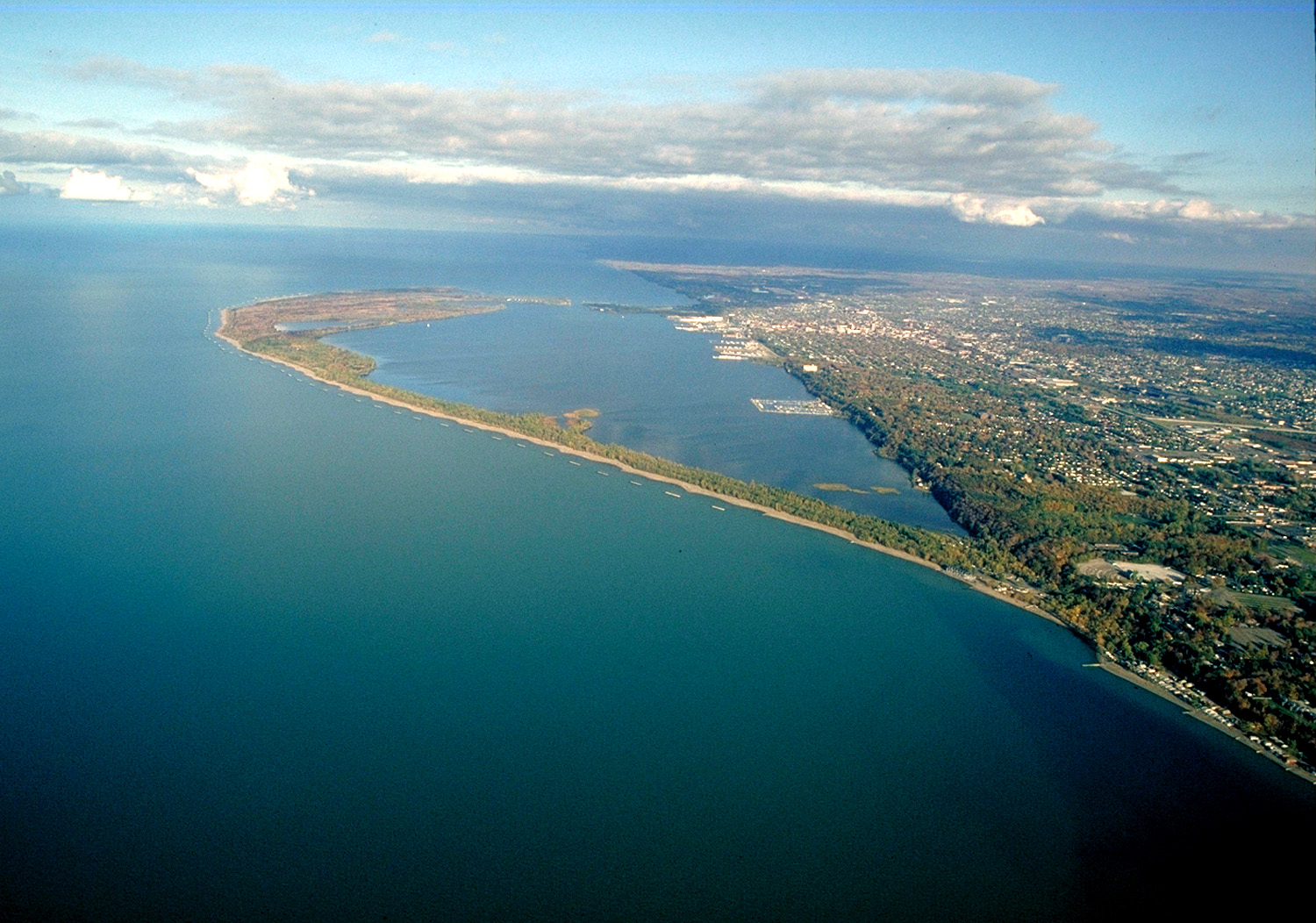
La baie (vue aérienne)

### Lien connexe
- Liste des phares en Pennsylvanie